# Сеттл, Джимми
Джеймс Сеттл (англ. James Settle; 5 сентября 1875 — 1 июня 1954), более известный как Джи́мми Сеттл (англ. Jimmy Settle) — английский футболист, выступавший на позиции нападающего. Известен по выступлениям за английские клубы «Болтон Уондерерс», «Халлиуэлл Роверс», «Бери», «Эвертон» и «Стокпорт Каунти», а также за национальную сборную Англии. Обычно выступал на позиции правого инсайда или правого крайнего нападающего и отличался очень высокой скоростью — отмечалось, что он мог бы стать спринтером, если бы не выбрал карьеру футболиста.

## Клубная карьера
Профессиональную карьеру начал в клубе «Болтон Уондерерс» в 1894 году. С 1896 по 1899 год выступал за «Бери». В апреле 1899 года перешёл в «Эвертон» за 400 фунтов. Был капитаном «Эвертона». Выступал за «ирисок» до 1908 года, сыграв 269 официальных матчей и забив 97 голов. Дважды сыграл в финалах Кубка Англии, выиграв один из них. В сезоне 1901/02 стал лучшим бомбардиром высшего дивизиона чемпионата Англии и помог «Эвертону» занять второе место.
В мае 1908 года перешёл в «Стокпорт Каунти», где провёл один сезон, после чего завершил карьеру игрока. Впоследствии работал трактирщиком.

## Карьера в сборной
18 февраля 1899 года Сеттл дебютировал за национальную сборную Англии в матче против сборной Ирландии, сделав в этой игре «хет-трик». С февраля 1899 по февраль 1903 года провёл за сборную шесть матчей, забив 6 голов. 5 апреля 1902 года забил гол в ворота сборной Шотландии на стадионе «Айброкс», однако в той игре случилось обрушение трибуны с 25 погибшими, и матч был отменён, а его результат и забитый гол Сеттла не учитываются в статистике.

## Достижения
Эвертон
- Обладатель Кубка Англии: 1906
- Финалист Кубка Англии: 1907

Сборная Англии
Победитель Домашнего чемпионата Британии:  1899